# Microtec
Die Microtec Srl (Eigenschreibweise MiCROTEC) ist ein Hersteller von biometrischen Analysesystemen vor allem für die Obst- und Holzindustrie mit Hauptsitz im Südtiroler Brixen. Bei Anlagen zur optischen Erkennung von Holzeigenschaften ist das Unternehmen Weltmarktführer.

## Geschichte
Am 20. März 1980 gründeten der Physiker Paul Durst, Hansjörg Thaler und der Elektroingenieur Federico Giudiceandrea in drei Büroräumen des Sägewerk Thaler im italienischen Brixen die Microtec Srl. Bereits im Mai stellte Microtec seine auf Mikroprozessoren basierende Technologie auf der Interbimal in Mailand aus und erhielt den ersten Auftrag durch die Firma Damiani für ein Brettervermessungssystem zur Stapelbildungskontrolle. In den Folgejahren entwickelte Microtec auch Systeme für die Farberkennung und Gewichtsmessung von Obst und im Auftrag der Firma Prinoth die weltweit erste Drive-by-Wire-Lenksäule für Raupenfahrzeuge. Nach dem Tod von Paul Durst und dem Ausstieg von Hansjörg Thaler, der in Österreich ein Sägewerk übernahm, erfolgte ab 1984 eine strategische Neuausrichtung des Unternehmens mit dem Fokus auf die Erkennung von Holzeigenschaften. Die im Jahr 1983 vereinbarte Zusammenarbeit mit dem österreichischen Hersteller von Maschinen für Sägewerke, Springer Maschinenfabrik AG, wurde weiter ausgebaut. 1985 entwickelte Microtec eine eigene Anlage zur 3D-Lasertriangulation und 1986 eine erste automatisierte Sortierung.
1990 wechselte Microtec an seinen heutigen Hauptstandort Brixen. In den Folgejahren entwickelte Microtec einen Multi-Sensor-Scanner, der ab 1995 unter der Bezeichnung Goldeneye vertrieben wurde. Im Jahr 1996 übernahm Springer eine strategische Beteiligung an Microtec.
Aus einem Entwicklungsprojekt zum Thema Bildverarbeitung der Professoren Ruggero Frezza und Piero Perona an der Universität Padua
entstand das Spin-off SeeLab, an dem sich Microtec im Jahre 1998 mehrheitlich beteiligt. Daraus entstand die Biovision venezia Srl. mit Sitz in Mestre bei Venedig. Aus der im Jahre 1999 übernommenen Sägewerksabteilung der Firma Keba resultierte die österreichische Tochter Microtec Industrieautomation GmbH in Linz unter der Führung von Karin Rathbauer. 2001 erweiterte Microtec seinen Standort in Linz und gründete mit der Wiener TTTech Computertechnik AG in einem Joint Venture die TTControl GmbH mit Sitz in Brixen für die Entwicklung und den Vertrieb einer neuen elektronischen Steuerung für Spezialfahrzeuge. Am 30. August 2002 übernahm Microtec den Geschäftszweig Maschinelle Holzsortierung Scantec von GreCon im niedersächsischen Alfeld.
In einem vom Holzabsatzfonds Bonn geförderten Forschungsprojekt an der Forstlichen Versuchs- und Forschungsanstalt Baden-Württemberg wurde ab Mitte 2003 in umfangreichen Versuchen der Abteilung Waldnutzung die Erkennung und Messung der Jahrringbreite mithilfe eines Röntgenscanners zusammen mit Microtec weiterentwickelt. Ziel des Projektes war eine Standardisierung der Jahrring-Breitenmessung im Rahmen der Werksvermessung und die Nutzung eines weiteren Wertschöpfungspotentials im Sägewerk.
2004 brachte Microtec mit dem Discan ein fertiges, vorkalibriertes 3D-Messmodul auf den Markt. Es folgten die Präsentationen des Trackers ID Scan 2005 und des Scanners Logeye 2007.
Bis 2008 entwickelte Microtec mit dem CT Log den weltweit ersten Computertomographen für die Industrie, dessen Prototyp am 14. Juni 2008 an der Forstlichen Versuchs- und Forschungsanstalt Baden-Württemberg zur Untersuchung von Rundholz in Betrieb genommen wurde. In den Folgejahren wurden in verschiedenen Forschungsprojekten zusammen mit der FVA Baden-Württemberg und der Technischen Universität Luleå Einsatzmöglichkeiten untersucht und Auswertungsverfahren entwickelt. Zeitgleich entwickelten Federico Giudiceandrea und Enrico Ursella bei Microtec zusammen mit Alexander Katsevich von der University of Central Florida den „Katsevich-Algorithmus“ sowie eine Software zur automatischen Echtzeit-Auswertung der CT-Daten.
Am 3. Juli 2008 wurde mit der Microtec Industries North America Inc. im kanadischen Salmon Arm das erste Tochterunternehmen in Nordamerika gegründet. Im Jahr darauf begann der Vertrieb eines neu entwickelten kompakten Systems für die optische und strukturelle Qualitätserkennung unter dem Produktnamen Goldeneye und der neu entwickelte hochleistungs CMOS-Sensor Crometic wurde eingeführt. 2011 stellte Microtec den CT Log auf der LIGNA in Hannover der Weltöffentlichkeit vor. Die ersten beiden Anlagen wurden bis Herbst 2014 bei der Idaho Forest Group in Lewiston, USA sowie bei der Holzindustrie Torgau installiert
Zwischen 2012 und 2014 war das Unternehmen federführend bei einem von der Europäischen Union mit 3 Mio. € geförderten Forschungsprojekt zur Entwicklung einer automatisierten Wood-Patching-Anlage. (Hol-I-Wood PR) Beteiligt waren hieran auch die Technische Universität Luleå, die TU München sowie die TU Wien. Zudem war Microtec zwischen 2013 und 2015 an dem mit 1,1 Mio. € geförderten Forschungsprojekt WoodSonics beteiligt.
2015 übernahm Microtec den schwedischen Konkurrenten WoodEye AB in Linköping. 2018 übernahm Microtec das finnische Konkurrenzunternehmen FinScan und 2 Jahre später, 2020, wurde das amerikanische Unternehmen Lucidyne Technologies, Inc., Hersteller von Scannertechnologien für die Holzindustrie, angekauft.
Mitte 2021 gab das Unternehmen die offizielle Eingliederung der Firmen FinScan, nun Microtec Espoo, und WoodEye, nun Microtec Linköping, in die Microtec Gruppe bekannt, was den Beginn einer weltweiten Einmarkenstrategie mit erweitertem Produktportfolio markiert. Ein Jahr später, im Mai 2022, wurde dann offiziell die Markenintegration von Lucidyne Technologies, Inc., jetzt Microtec Corvallis, kommuniziert.

## Unternehmen
Die Microtec Srl ist ein mittelständischer Hersteller von optoelektronischen Mess- und Analysesystemen vor allem für Obst und Holz. Das Unternehmen entwickelt, produziert und vertreibt mit verschiedenen Tochtergesellschaften in Europa und Nordamerika industrielle Farb-, Infrarot-, Laser- und Röntgenscanner, Laser Interferometer, Computertomographen, sowie Systeme zur Radiowellenanalyse und hochauflösender Bildverarbeitung. Bei Röntgenscannern und Computertomographen zur Analyse von Rundholz und Schnittholz ist Microtec Weltmarktführer und mit verschiedenen Weltneuheiten auch Technologieführer. Die Exportquote liegt bei über 95 %. Die Hauptabsatzmärkte sind Europa, Nord- und Südamerika. Weltweit sind nach eigenen Angaben über 6000 Microtec-Anlagen in 50 Ländern zur Qualitätsanalyse von Holz in Betrieb.

### Unternehmensstruktur
70 % der Firmenanteile an der Microtec GmbH Srl hält die Springer Beteiligungsgesellschaft der Rest ist in Privateigentum bei Federico Giudiceandrea. Das Gesamtunternehmen beinhaltet folgende Tochtergesellschaften und Standorte:
- MiCROTEC Bressanone/Mestre[31]: Standorte Brixen (HQ) und Mestre
- MiCROTEC Corvallis/Vancouver[32]: Standorte Corvallis und Vancouver
- MiCROTEC Linköping[31]: Standort Linköping
- MiCROTEC Espoo[31]: Standort Espoo
- MiCROTEC Rosenheim[31]: Standort Rosenheim

## Innovationen
In der modernen holzverarbeitenden Industrie spielen Automatisierung und Maximierung der Ausbeute eine zentrale Rolle zur Kostenreduktion und zur Steigerung der Qualität der Produkte. Besonders der natürliche Werkstoff Holz unterliegt hier starken biologischen Schwankungen, welche durch äußere Sichtkontrollen nicht wahrgenommen werden können. Durch genaue Kenntnis der inneren Beschaffenheit des Rohmaterials vor dem Schnitt lassen sich erhebliche Einsparungen und Optimierungen erzielen. Hierbei kommen verschiedene Arten von Scannern zum Einsatz, welche das Rohmaterial u. a. nach Beschaffenheit, Einschlüssen, Wachstumsfehlern, Farbe, Feuchtigkeit und Maserung bewerten und Daten für den optimalen Schnitt oder die Weiterverarbeitung liefern. Eine solche Anlage kann den Ertragswert deutlich erhöhen. Die Firma meldete zahlreiche Patente an, unter anderem auf einen Computertomographen.
- 1995 Goldeneye: Weltweit erster Multi-Sensor-Scanner mit Infrarotaufnahme, Röntgenaufnahme und 3D-Rekonstruktion. Die schnellsten Goldeneye-Scanner, die jemals gebaut wurden, arbeiten in Australien mit bis zu 800 m/min.[9][6]
- 2004 Discan: Fertig vorkalibriertes 3D-Messmodul.[6]
- 2005 ID Scan: Tracker der Holzwerkstücke anhand ihrer Maserung wiedererkennt.[6]
- 2007 Logeye: 3D, Röntgen und Farbscanner für Rundholz[6]
- 2008 CT Log: Weltweit erster Computertomograph für Rundholz für bis zu 180 m/min.[17][18][6][13]
- 2011 Einführung des CMOS-Sensors Crometic
- 2016 Hol-I-Wood PR: Innovative Wood-Patching-Anlage zum Austausch von Fehlstellen in Furnier und Brettschichtholz. Ein Prototyp ist bei Lip Opazne Plosce Bohinj in Slowenien in Betrieb.[20][35][36]
- 2018 Integration von künstlicher Intelligenz (Deep Learning) in alle Qualitätsscanner[23]
- 2020 Implementierung von Hyperspektralkameras in alle Anwendungen der Holz- und Lebensmittelindustrie[23]
- 2021 offizielle Einführung vom Mill Manager, eine Optimierungssuite für allgemeine Sägewerksprozesse[23]
- 2021 Vorstellung der neuen Generation von längsmessenden Qualitätsscannern für Anwendungen in der weiterverarbeitenden Holzindustrie und im Sägewerk, definiert durch zwei Produktlinien namens Goldeneye und Woodeye[37]

## Auszeichnungen
- 2009 iF Design Award
- 2013 Schweighofer Prize dotiert mit 100.000 €.[29]
- 2014 Holzkurier-Auszeichnung Holzindustrieausstatter des Jahres[18]
- 2014 Award ADI Design Index[38]
- 2015 iF Design Award[39]
- 2016 Marcus-Wallenberg-Preis der Marcus-Wallenberg-Stiftung dotiert mit 2 Mio. SEK[40][41][42]
- 2016 Nationaler Innovationspreis Imprese per Innovazione – Andrea Pininfarina der Confindustria[28]
- 2022 iF Design Award für Goldeneye und Woodeye[43]

## Trivia
- In Erinnerung an Paul Durst werden an der Universität Padua jährlich junge Wissenschaftler für besondere Verdienste in der Forschung im Bereich Bioengineering mit dem Paul Durst Award ausgezeichnet.